# Что нравится дамам
«Что нравится дамам» (фр. Се qui plait aux dames) — сатирическая сказка («conte») в стихах французского просветителя Вольтера. Создана в конце 1763 года, после чего в том же году была опубликована «пиратская» версия без указания места и даты. В её текст вкрались несколько искажений, на которые Вольтер ссылался в письме в начале 1764 года своему издателю Ги Дюшену, который опубликовал поэму в том же году. Поэма входит в сборник Вольтера «Сказки Гийома Ваде» («Contes de Guillaume Vadé»; 1764). Сюжет основан на древнем и распространённом мотиве заколдованной невесты, в котором речь идёт об уродливой старухе, которая добивается любви красивого мужчины, после чего превращается в красавицу. Этот сюжет был использован в легендах о короле Артуре, а также Джефри Чосером в «Кентерберийских рассказах» в Прологе и рассказе батской ткачихи («The Wife of Bath's Prologue and Tale»). Вольтер опирался на переработку чосеровской истории, осуществлённую Джоном Драйденом. Исследователи не нашли других источников истории, кроме Чосера и Драйдена, и на основе анализа произведений пришли к выводу, что Вольтер опирался именно на Драйдена.

## Сюжет
Действие «стихотворной новеллы» происходит в полумифической средневековой Франции времён доброго короля Дагобера. Его вассал, бедный рыцарь-пилигрим Жан Робер, возвращался из паломничества в Рим. Не доезжая до Лютеции, он встретил молодую крестьянку Мартон (Marton), которая несла на базар корзину яиц. Он занялся с ней любовью, пообещав отдать все свои наличные деньги (двадцать золотых). «Робер красотку обнимает смело — // И пали наземь два сплетённых тела, // И только захрустела скорлупа». Однако он не смог выполнить обещание, так как испугавшийся их страсти конь ускакал. После этого его и деньги украл монах. Мартон жалуется Дагоберу («Её-де изнасиловал мошенник, // А главное, сулил, а не дал денег».), а тот поручает рассмотрение дела королеве Берте и придворным дамам. На суде королева объявляет, что рыцарь достоин смерти. Спасти его может только правильный ответ на вопрос: «Что больше всего нравится женщинам?». На это ему дали восемь дней. Робер начинает выяснять у женщин, что им больше всего приятно. В пути ему встречается безобразная старуха, которая обещает помощь, но только при условии, что он выполнит её желание. Робер соглашается и они вместе идут к королеве. Он воспользовался подсказкой и сказал, что женщине больше всего нравится быть безраздельной хозяйкой в доме и главенствовать над мужем.
После того как как ответ был признан правильным, старуха неожиданно для всех требует, чтобы Робер выполнил её желание — женился на ней. Он неохотно соглашается и следует за ней в её лачугу. После того как он даёт понять, что смирился с судьбой, его жена превращается в красавицу, а дом — во дворец. В конце сказки Вольтер отождествляет жену Робера с феей Ургеллой (Уржеллой) из французских народных легенд.

## История создания
Литературная сказка была создана в конце 1763 года (по некоторым предположениям — в ноябре) в Фернее, после чего в том же году была опубликована «пиратская» версия без указания места и даты издания. В этот текст вкрались несколько искажений. На эти ошибки Вольтер ссылался в письме от 1 января 1764 года своему издателю Ги Дюшену, который выпустил поэму в том же году. На титульном листе содержалось указание: «Везде, у французских книготорговцев, 1764». Входит в сборник Вольтера «Сказки Гийома Ваде» («Contes de Guillaume Vadé»), изданного в 1764 году. Сюжет основан на древнем и распространённом мотиве заколдованной невесты, в котором речь идёт об уродливой старухе, которая добивается любви красивого мужчины, после чего превращается в красавицу. Этот сюжет был использован в легендах о короле Артуре (один из эпизодов истории рыцаря  Гавейна), а также Джефри Чосером в «Кентерберийских рассказах» в Прологе и рассказе батской ткачихи («The Wife of Bath's Prologue and Tale»). Вольтер опирался на переработку чосеровской истории, осуществлённую поэтом и драматургом Джоном Драйденом (сборник «Fables Ancient and Modern»; 1699). Сам Вольтер в письме к своему другу Этьену Ноэлю Дамилавилю писал, что сюжет был частично взят из «старого романа». Исследователи не нашли других источников истории, кроме Чосера и Драйдена, и на основе анализа произведений пришли к выводу, что Вольтер опирался именно на Драйдена.
В «Рассказе Батской ткачихи» Чосера рыцарь приговаривается королём Артуром к смертной казни за изнасилование молодой крестьянки. Жена Артура и придворные дамы уговорили его сжалиться. Король согласился и предоставил решение королеве. Та вызвала виновного к себе и сказала, что спасёт ему жизнь, если он сможет выяснить, что женщины делают больше всего. На решение этой задачи она предоставила ему год и один день. Он обходил всю страну, но не смог найти правильный ответ, так как не находилось даже двух людей, которые имели одинаковое суждение по этому вопросу. Перед наступлением оговоренного дня, уже практически отчаявшись, рыцарь видит в лесу танец 24 прекрасных молодых женщин. Однако подойдя к ним, чтобы задать и им свой вопрос, он натыкается лишь на отвратительную старуху, которая вызывается ему помочь, но ставит условие: выполнить первое её желание. Не видя выхода из ситуации, он скрепя сердце даёт слово рыцаря. Вместе они идут к королеве и её свите, где при помощи своей спутницы отвечает: главное желание женщины заключается в обладании властью. Все дамы единодушно одобряют этот ответ. За это старуха требует от спасённого жениться на ней. Под давлением он соглашается выполнить уговор. После помолвки, он с отвращением ложится с ней в постель, причём новобрачные разделены занавесью. Она красноречиво обосновывает преимущества от жизни с ней: все люди равны, а личные качества важнее высокого происхождения; бедность превосходит богатство, так как даёт право на попадание в рай; старая и некрасивая будет верной, в отличие от молодой и красивой жены. Убеждённый её доводами рыцарь подчиняется её воле, после чего она поднимает занавеску и видит перед собой молодую красавицу.
В авторском издании сборника «Сказки Гийома Ваде» содержалось указание на английское происхождение сюжета. Этого не было сделано в неофициальном издании 1763 года. В связи с этим Вольтер подвергся критике за плагиат со стороны недоброжелателя просветителей Эли Фрерона, опубликовавшего в январе 1764 года в «L’Annee Litteraire» рассказ Чосера. 

## Характеристика
Литературная сказка имеет довольно фривольное содержание (любовная сцена между Робером и Мартон, первая брачная ночь молодожёнов). Также в ней прослеживается отчётливая сатира на церковь: «Издевательское соединение сакральной и любовной тем Вольтер подчёркивает вводом фигуры монаха, ворующего „испуганного буйством страсти“ коня. Далее сходным образом описывается брачная ночь со старухой — „набожный“, „благого полон рвенья“», „призвавши Бога“». Берте поручено главенствовать при рассмотрении дела в отношении рыцаря, так как в средневековой литературе он представлена как простая, разумная правительница. Она отождествлялась с женой Пипина Короткого и матерью Карла Великого, которую в действительности звали Бертрадой Лаонской. В сценах с королевой Бертой («Большой совет блюстительниц морали») Вольтер пародирует так называемые куртуазные «суды любви», которые неоднократно описываются в средневековой литературе XIII—XIV веков. В образ Уржелы Вольтер привнёс некоторые оригинальные черты. Так, обычно в литературных сказках уродливая и прекрасная сущность фей были представлены двумя персонажами. Их соединение в одном образе было достаточно редким. Исследователи находят в этом пародию Вольтера на жанровые штампы.    
Александр Строев сравнивал произведение Вольтера с поведением авантюристов эпохи Просвещения, в частности с фактами из жизни Казановы и маркизы д’Юрфе (1705—1775): «эротическая и мистическая инициация юноши (т. е. самого Казановы), обретающего тайное знание и супругу-мать, и метаморфоза, превращение старухи в юную красавицу». В свете подобного соотношения он выделил несколько важнейших отличий сюжета у Чосера и Вольтера. У французского классика появляется время изложения истории: зимний вечер («В то время, как дневное божество на Африку свой пламень обращает...»), что исследователь истолковывает в духе поры сказок и ушедшей веры в чудесное. Робер красив, молод и крайне стеснён в средствах, как это было свойственно авантюристам. Как и Казанова он приезжает из Рима в Лютецию (Париж) в одеянии паломника: в таком виде появляются перед Казановой Калиостро и его жена. Насилие вызвано соблазнением, его спонтанность вызвана красотой Мартон («всеоружье всевозможных чар», «вводят даже праведного в грех», «попутан бесом»). Любовь оплачивается (20 золотых). Таким образом, девушка-крестьянка не жертва, а осознанно прельстила мужчину своей красотой (Манон Леско; Бьондетта — «влюбленный дьявол»). Во время сцены их бурной страсти Робер разбивает корзину с яйцами, а «чёрный монах» воспользовался этим положением и украл его коня и кошелёк (алхимические символы: «золото, яйцо, чернота, разъединение»). «Любовь приводит героя на порог смерти, причём женщины искушают, выносят смертный приговор и спасает. Они оказываются вечной загадкой, которую мужчина обязан разгадать». Уржела рассматривается в числе фольклорных персонажей, участвующих в инициации молодых мужчин («хозяйка леса»).      
Строев также рассматривал сюжет Вольтера с помощью подхода Владимира Проппа, который тот использовал при раскрытии структуры волшебной сказки. Так, встреча старухи Уржелы и молодого Робера происходит в ночном лесу, таким образом героиня может быть истолкована как «хозяйка леса». В заключении сказки Вольтер шутливо выступает в защиту народных верований и фантастических представлений, которые контрастируют с тоскливым рационализмом и здравомыслием. «Что нравится дамам» является одной из нескольких сказок Вольтера, которые истолковываются в мистическом плане. Так, в «Белом и чёрном» речь идёт о столкновении «в мире двух начал, доброго и злого, которые уравновешивают друг друга, но равно приводят человека к гибели». В этой сказке, также как и в «Кривом крючнике» и «Cosi sancta», писатель проводит идеи «о свободе выбора и непостижимом предопределении, об иллюзорности всего происходящего». В таком случае волшебная метаморфоза выступает как частный пример общего правила. В указанных произведениях автор также высказывается об относительности добра и зла, что отчётливо выражено в философских повестях «Задиг» и «Кандид».     

## В культуре
После издания поэма пользовалась успехом у публики. Либреттисты Шарль-Симон Фавар и Клод Анри де Фюзе де Вуазенон вместе с композитором Эджидио Дуни создали комическую оперу «Фея Ургела, или Что приятно дамам» («La Fée Urgèle ou Ce qui plaît aux dames»; 1765). В 1767 году на Севрской фарфоровой мануфактуре была создана бисквитная скульптурная композиция «Фея Уржела» (La Fée Urgèle). Чаще всего её дизайн приписывается Этьену-Морису Фольконе. В 1906 году либретто балета «Что нравится дамам» опубликовал Луи-Анри Буралшион.  
Вероятно в 1795—1796 годы перевод сказки сделал польский писатель Юлиан Нимцевич. В этот период он отбывал заключение в Петропавловской крепости. Фея Уржела эпизодически упоминается в произведениях Виктора Гюго, Анатоля Франса («История герцогини де Сиконь и господина Буленгрена»). Шарль Нодье воспользовался повестью Вольтера при написании фантастической новеллы «Фея хлебных крошек». Строев обращал внимание на то, что и Вольтера, и у Нодье фигурирует та же сумма денег — 20 золотых, которая служит для установления любовных отношений между героями. В романе Бальзака «Кузен Понс» (1847) отмечалась её доброта: «Но Фриц и Вильгельм были самыми заурядными людьми, и потому не все уроки, которые даёт нужда, пошли им на пользу; они старались оградить себя от слишком близкого знакомства с нуждой, не хотели отдыхать на её иссохшей груди, в её костлявых объятиях, и потому для них она не превратилась в добрую фею Уржелу, которая уступает ласкам гениальных людей».  
Сохранился неоконченный фрагмент вольного переложения начальных строф сказки Александром Пушкиным «Из Вольтера» («Короче дни, а ночи доле…»; 1825). Предполагается, что поэта прежде всего заинтересовал образ старухи, влюблённой в молодого мужчину. Этот мотив Пушкин за несколько лет до обращения к сказке Вольтера использовал в поэме «Руслан и Людмила» (отношения колдуньи Наины и Финна). Лернеру эта ситуация напомнила пушкинскую сказку «Царь Никита и сорок его дочерей»: «встречу гонца царя Никиты, выпустившего из ларца заветных птичек, с такою же жалкою старухой, которая научила его, как изловить беглянок». Подобное положение, ещё до Пушкина, было представлено в поэме Александра Радищева «Бова», где даже есть прямое указание на вольтеровского «славного витязя Роберта». 